# Werner Vitt
Werner Vitt (* 30. Dezember 1926 in Baumholder; †  1. Juli 2014 in Hannover) war ein deutscher Gewerkschafter und von 1960 bis 1988 im Vorstand der Gewerkschaft IG Chemie-Papier-Keramik.

## Leben
Werner Vitt war seit 1947 Mitglied der SPD und bis 1949 Parteisekretär im Unterbezirk Nahe-Hunsrück. Er arbeitete ab 1949 in Birkenfeld, später in Koblenz in der öffentlichen Sozialverwaltung und wurde dort zum Betriebsratsmitglied und Betriebsratsvorsitzenden gewählt. 1951 wechselte er als hauptamtlicher Jugendsekretär zur IG Chemie-Papier-Keramik im Bezirk Rheinland-Pfalz, 1955 wurde er Angestelltensekretär, 1957 Bezirksleiter. 1960 übernahm er die Hauptabteilung „Jugend und Bildung“ im geschäftsführenden Hauptvorstand und ab 1966 die Hauptabteilung „Betriebsräte-Mitbestimmung“. Von 1969 bis 1988 war er stellvertretender Vorsitzender der IG Chemie und war dadurch auch Mitglied im DGB-Bundesausschuss und anderen Gremien und Arbeitskreisen, so war er zeitweise stellvertretender Vorsitzender des Kuratoriums der Hans-Böckler-Stiftung. Von 1973 bis 1986 war Vitt Mitglied des Parteivorstands der SPD.

## Schriften (Auswahl)
- Arbeit und Herrschaft. Arbeitsheft für die Jugendbildungsarbeit. Hannover : Industriegewerkschaft Chemie, Papier, Keramik, Hauptabt. Jugend und Bildung  1965
- Politische Theorien und Systeme. Arbeitsheft für die Jugendbildungsarbeit. Hannover : Industriegewerkschaft Chemie, Papier, Keramik, Hauptabt. Jugend und Bildung  1965
- mit Helmut Haase und anderen: Eigentum verpflichtet? : Aufstieg und Fall der Enka Glanzstoff AG. Hamburg : VSA-Verlag, 1986, ISBN 3-87975-341-5
- Manfred Heckenauer, Klaus Mehrens, Jutta Roitsch: „Demokratie darf am Werkstor nicht enden ...“ : Werner Vitt, eine Auswahl aus Reden und Schriften ; zum 60. Geburtstag – gewidmet von seinem Freundeskreis. Hamburg : VSA-Verlag 1986, ISBN 978-3-87975-396-3